# Václav Kotlář
Václav Kotlář (7. října 1871 Unhošť – 25. října 1914 Praha) byl rakouský a český veterinář a politik, na počátku 20. století poslanec Říšské rady.

## Biografie
Působil jako veterinární inspektor na pražském místodržitelství. Byl též náměstkem předsedy Svazu českých zvěrolékařů.
Na počátku 20. století se zapojil i do celostátní politiky. Ve volbách do Říšské rady roku 1907, konaných poprvé podle všeobecného a rovného volebního práva, se stal poslancem Říšské rady za obvod Čechy 37. Usedl do poslanecké frakce Klub českých agrárníků. Mandát obhájil za týž obvod i ve volbách do Říšské rady roku 1911. V parlamentu se zviditelnil při jedné z českých obstrukcí, kdy po 14 hodin trvale pronášel svou řeč před plénem sněmovny. K roku 1911 se profesně uvádí jako veterinární inspektor.
Zemřel v říjnu 1914 v sanatoriu pro choromyslné v Praze a byl pohřben na Olšanských hřbitovech.